# Gabinete de Historia Natural de México
El Gabinete de Historia Natural fue el primer gabinete de curiosidades dedicado a la historia natural en el Nuevo Mundo. Abierto por primera vez en 1790 y desaparecido a principios del siglo XIX, este gabinete estableció las bases para que más tarde fuese fundado el actual Museo de Historia Natural de México.

## Historia
Con la llegada de los Borbones a la corona española, empieza a haber un interés por la flora y la fauna de la Nueva España. “En 1787, Carlos III envió una comisión de científicos naturalistas para recolectar y clasificar las plantas, animales y minerales de la Nueva España”. Estas expediciones fueron continuaciones de las políticas que se estaban dando en Europa durante los siglos XVII y XVIII para realizar investigaciones sobre historia natural. Esto es a consecuencia del pensamiento racionalista que surgió durante esos siglos. “En Europa se crearon Sociedades de Historia Natural, Gabinetes, Academias, Jardines Botánicos, etc.” La expedición que envió Carlos III a Nueva España estaba liderada por el médico Martín Sessé.
Durante la expedición visitaron los estados de Morelos, Guerrero, Querétaro, Guanajuato, Colima y otras regiones del país como Tepic, Pátzcuaro, Sayula, Cuernavaca, etc.
En 1790, José Longinos Martínez se separa de la expedición por conflictos con el médico Sessé y construye el Gabinete de Historia Natural “en conmemoración del ascenso al trono de Carlos IV”. En principio estas expediciones fueron para recolectar muestras para el Real Gabinete de Historia Natural de Madrid, sin embargo todo terminó en el que creó en Nueva España. “Con su establecimiento, el naturalista (Longinos) pretendía rendir un homenaje a los monarcas españoles mostrando los buenos resultados de su misión, mientras erigía un instrumento útil para validar públicamente su trabajo y construir una reputación entre los más prestigiosos naturalistas europeos y americanos”.

## Funcionamiento
“Todas las producciones naturales se colocaron con sus respectivos rótulos, en los que a modo de catálogo sistemático se especificaban la clase, orden, género, especie y variedad de cada ejemplar, así como el uso que algunos tenían en la medicina, industria y economía y se señalaba en otros sus posibles aplicaciones; también figuraba el hábitat y la localidad donde se encontraron y los nombres autóctonos”. Entre la exposición se encontraban seis osamentas de elefantes, objetos indígenas, microscopios, máquina eléctrica, barómetro, termómetros y las especies recolectadas durante las expediciones. El Gabinete en su comienzo atrajo la atención del público novohispano, de científicos de Europa y del continente americano. Hubo donaciones de la gente para apoyarlo y pronto se convirtió en símbolo de la sociedad novohispana.

## Clausura
A la muerte de su fundador en 1802, el Gabinete de Historia Natural empezó a quedar en el olvido y sus exposiciones descuidadas. Fue durante la Guerra de Independencia cuando el lugar cerró.